# Gottlob Ludwig Rabenhorst
Gottlob Ludwig Rabenhorst (Treuenbrietzen, 22 marzo 1806 – Meißen, 24 aprile 1881) è stato un botanico e micologo tedesco.

## Biografia
Fu studente a Berlino e a Bad Belzig dal 1822 al 1830, farmacista a Luckau fino al 1840, e conseguito il dottorato a Jena nel 1841. Dal 1840 visse a Dresda, poco dopo si trasferì a Meissen nel 1875, dove morì molti anni dopo.
Rinomato per la sua ricerca sulla flora criptogamica nativa dell'Europa centrale, il suo nome è associato con "Kryptogamen-Flora von Deutschland, Oesterreich und der Schweiz" di Dr. L. Rabenhorst. Rabenhorst ha curato la rivista scientifica Hedwigia dal 1852 al 1878. Con Alexander Braun (1805-1877) e Ernst Stizenberger (1827-1895), fu direttore dell'exsiccatae Die Characeen Europas.

## Opere
- Rabenhorst, L. G. Deutschlands Kryptogamen-Flora oder Handbuch zur Bestimmung der kryptogamischen Gewächse Deutschlands, der Schweiz, des Lombardisch-Venetianischen Königreich und Istriens. Leipzig: E. Kummer. 1844—1848.
  - Vol. 1. Pilze. 1844.
  - Vol. 2. Div. 1. Lichenen. 1845.
  - Vol. 2. Div. 2. Algen. 1847.
  - Vol. 2. Div. 3. Leber-, Laubmoose und Farrn. 1848.
- Dr. L. Rabenhorst's Kryptogamen-Flora von Deutschland, Oesterreich und der Schweiz. Zweite Auflage (2ª ed.).[4] Disponibile presso la Biblioteca Digitale del Giardino Botanico Reale di Madrid. Alcuni volumi non sono stati pubblicati.[5]
  - Vol. 1. Die Pilze.
    - Div. 1. Schizomyceten, Saccharomyceten und Basidiomyceten. Winter, G. 1880—1885.
    - Div. 2. Ascomyceten: Gymnoasceen. Winter, G. 1884—1887.
    - Div. 3. Ascomyceten: Hysteriaceen. Rehm, H. 1887—1896
    - Div. 4. Phycomycetes. Fischer, A. 1892.
    - Div. 5. Ascomyceten: Tuberaceen. Fischer, E. 1896—1897.
    - Div. 6. Fungi imperfecti: Hyalin-sporige Sphaerioideen. Allescher, A. 1898—1903.
    - Div. 7. Fungi imperfecti: Hyalin-sporige Sphaerioideen. Allescher, A. 1901—1903.
    - Div. 8. Fungi imperfecti: Hyphomycetes. Lindau, G. 1904—1907.
    - Div. 9. Fungi imperfecti: Hyphomycetes. Lindau, G. 1907—1910.
    - Div. 10. Myxogasteres. Schinz, H. 1912—1920.

  - Vol. 2. Die Meeresalgen. Hauck, F. 1882—1889.
  - Vol. 3. Die Farnpflanzen. Luerssen, C. 1884—1889.
  - Vol. 4. Die Laubmoose.
    - Div. 1. Sphagnaceae. Limpricht, K.G. 1885—1889.
    - Div. 2. Bryinae. Limpricht, K.G. 1890—1895.
    - Div. 3. Hypnaceae und Nachträge. Limpricht, K.G.; Limpricht, H. 1895—1903.
    - Ergänzungsband (Supplement). Die Laubmoose Europas. Andreales — Bryales. Mönkemeyer, W. 1927.

  - Vol. 5. Die Characeen. Migula, W. 1895—1897.
  - Vol. 6. Die Lebermoose
    - Div. 1. Lebermoose. Müller, K. 1905—1911.
    - Div. 2. Lebermoose. Müller, K. 1912—1916.

  - Vol. 7. Die Kieselalgen.
    - Div. 1. Kieselalgen. Hustedt, F. 1930.
    - Div. 2. Kieselalgen. Hustedt, F. 1931—1959.
    - Div. 3. Kieselalgen. Hustedt, F. 1961—1966.

  - Vol. 8. Flechtenparasiten. Keissler, K.v. 1930.
  - Vol. 9. Die Flechten.
    - Div. 1 (1). Moriolaceae — Epigloeaceae — Dermatocarpaceae. Keissler, K.v.; Zschacke, H. 1933—1934.
    - Div. 1 (2). Pyrenulaceae — Mycoporaceae — Coniocarpineae. Keissler, K.v. 1937—1938.
    - Div. 2 (1). Arthoniaceae — Coenogoniaceae. Redinger, K.M. 1937—1938.
    - Div. 2 (2). Cyanophili. Köfaragó-Gyelnik, V. 1940.
    - Div. 3. Lecidaceae, not published.
    - Div. 4 (1). Cladoniaceae — Umbilicariaceae. Frey, E. 1932—1933.
    - Div. 4 (2). Cladonia. Sandstede, H. 1931.
    - Div. 5 (1). Acarosporaceae und Thelocarpaceae — Pertusariaceae. Magnusson, A.H.; Erichsen, C.F.E. 1934—1936.
    - Div. 5 (3). Parmeliaceae. Hillmann, J. 	1936.
    - Div. 5 (4). Usneaceae. Keissler, K.v. 1958—1960.
    - Div. 6. Teloschistaceae — Physciaceae. Hillmann, J.; Lynge, B.A. 1935. Caloplacaceae — Buelliaceae, not published.

  - Vol. 10. Flagellatae.
    - Div. 1. Chrysophyceae, not published.
    - Div. 2. Silicoflagellatae — Coccolithineae. Gemeinhardt, K.; Schiller, J. 1930.
    - Div. 3 (1). Dinoflagellatae (Peridineae). Schiller, J. 1932—1933.
    - Div. 3 (2). Dinoflagellatae (Peridineae). Schiller, J. 1935—1937.
    - Div. 4. Cryptomonadales, Chloromonadales und Euglenales, not published.

  - Vol. 11. Heterokonten. Pascher, A. 1937—1939.
  - Vol. 12. Chlorophyceae
    - Div. 1. Volvocales und Tetrasporales, not published.
    - Div. 2. Protococcales, not published.
    - Div. 3. Ulotrichales, not published.
    - Div. 4. Oedogoniales. Gemeinhardt, K. 1938—1940.
    - Div. 5. Siphonocladiales und Siphonales, not published.

  - Vol. 13. Conjugatae.
    - Div. 1 (1). Desmidiales: Desmidiaceen. Krieger, W. 1933—1937.
    - Div. 1 (2). Desmidiales: Desmidiaceen. Krieger, W. 1939.
    - Div. 2. Zygnemales. Kolkwitz, R.; Krieger, H. 1941—1944.

  - Vol. 14. Cyanophyceae. Geitler, L. 1930—1932.
  - Vol. 15. Not published.
    - Rhodophyceae des Süsswassers. Schmidt, O. Ch.
    - Phaeophyceae des Süsswassers. Schmidt, O. Ch.
    - Allgemeines über das System — Generalregister.